# Pier Alessandro Guasco
Pier Alessandro Guasco (Bricherasio, 3 febbraio 1714 – Praga, 30 luglio 1780) è stato un generale italiano al servizio dell'esercito austriaco.

## Biografia
Pier Alessandro, membro di un'antica famiglia di Alessandria - e appartenente al ramo cadetto, trasferitosi a Bricherasio, dei Guasco conti di Clavières - nacque da Francesco Bartolomeo (*1675 †1742), giureconsulto e intendente del re Vittorio Amedeo II di Savoia, e da Maria Anna Margherita Turinetti (*1685 †1733), dei marchesi di Priero e Pancalieri. Nel 1738 Pier Alessandro, assieme al fratello maggiore Francesco Guasco, partì alla volta di Parigi per intraprendere la carriera militare. Nel 1742 egli entrò al servizio dell'esercito austriaco. Nel luglio 1752 venne nominato colonnello del 28º reggimento di fanteria. Comandò a Kolín in qualità di brigadiere dei granatieri. Combatté con onore e distinzione durante la guerra dei sette anni. Dopo la sconfitta di Breslavia (22 novembre 1757), venne fatto prigioniero dai prussiani. Presto liberato il 22 gennaio 1758 venne promosso al grado di maggiore generale. Reintegrato nell'esercito austriaco, fu destinato a comandare la piazzaforte di Erfurt. Alla fine del 1759 fu promosso al grado di luogotenente maresciallo (Feldmarschall-Lieutenant) e il 4 dicembre 1758 gli venne conferita la croce di cavaliere dell'Ordine militare di Maria Teresa. Nel 1771 venne nominato generale d'artiglieria (Feldzeugmeister). Durante la guerra di successione bavarese gli venne affidato il comando di Praga. Qui morì il 30 luglio 1780. Era fratello del famoso scrittore e avventuriero Ottaviano Guasco.

## Ascendenza
|                                 |                                 |                                             | Genitori                            |  |  | Nonni              |  |  | Bisnonni   |  |
|                                 |                                 |                                             |                                     |  |  | Giovanni Francesco |  |  | Bartolomeo |  |
|                                 |                                 |                                             |                                     |  |  | Giovanni Francesco |  |  | Bartolomeo |  |
|                                 |                                 | Anna Maria ?                                |                                     |  |  | Giovanni Francesco |  |  |            |  |
| Francesco Bartolomeo            |                                 |                                             |                                     |  |  | Giovanni Francesco |  |  |            |  |
|                                 |                                 | Caterina Amedei di Barge                    | ?                                   |  |  |                    |  |  |            |  |
|                                 |                                 | Caterina Amedei di Barge                    | ?                                   |  |  |                    |  |  |            |  |
|                                 |                                 | Caterina Amedei di Barge                    | ?                                   |  |  |                    |  |  |            |  |
| Pier Alessandro Guasco          |                                 | Caterina Amedei di Barge                    |                                     |  |  |                    |  |  |            |  |
|                                 | Ercole Giuseppe Luigi Turinetti | Giorgio Turinetti                           |                                     |  |  |                    |  |  |            |  |
|                                 | Ercole Giuseppe Luigi Turinetti | Giorgio Turinetti                           |                                     |  |  |                    |  |  |            |  |
|                                 | Ercole Giuseppe Luigi Turinetti | Maria Violante Valperga di Rivara           |                                     |  |  |                    |  |  |            |  |
| Maria Anna Margherita Turinetti | Ercole Giuseppe Luigi Turinetti |                                             |                                     |  |  |                    |  |  |            |  |
|                                 |                                 | Diana Francesca Saluzzo di Cardè e Garessio | Giacinto di Saluzzo-Miolans-Spinola |  |  |                    |  |  |            |  |
|                                 |                                 | Diana Francesca Saluzzo di Cardè e Garessio | Giacinto di Saluzzo-Miolans-Spinola |  |  |                    |  |  |            |  |
|                                 |                                 | Diana Francesca Saluzzo di Cardè e Garessio | Lucrezia Provana                    |  |  |                    |  |  |            |  |
|                                 |                                 | Diana Francesca Saluzzo di Cardè e Garessio |                                     |  |  |                    |  |  |            |  |